# Georges Hebdin

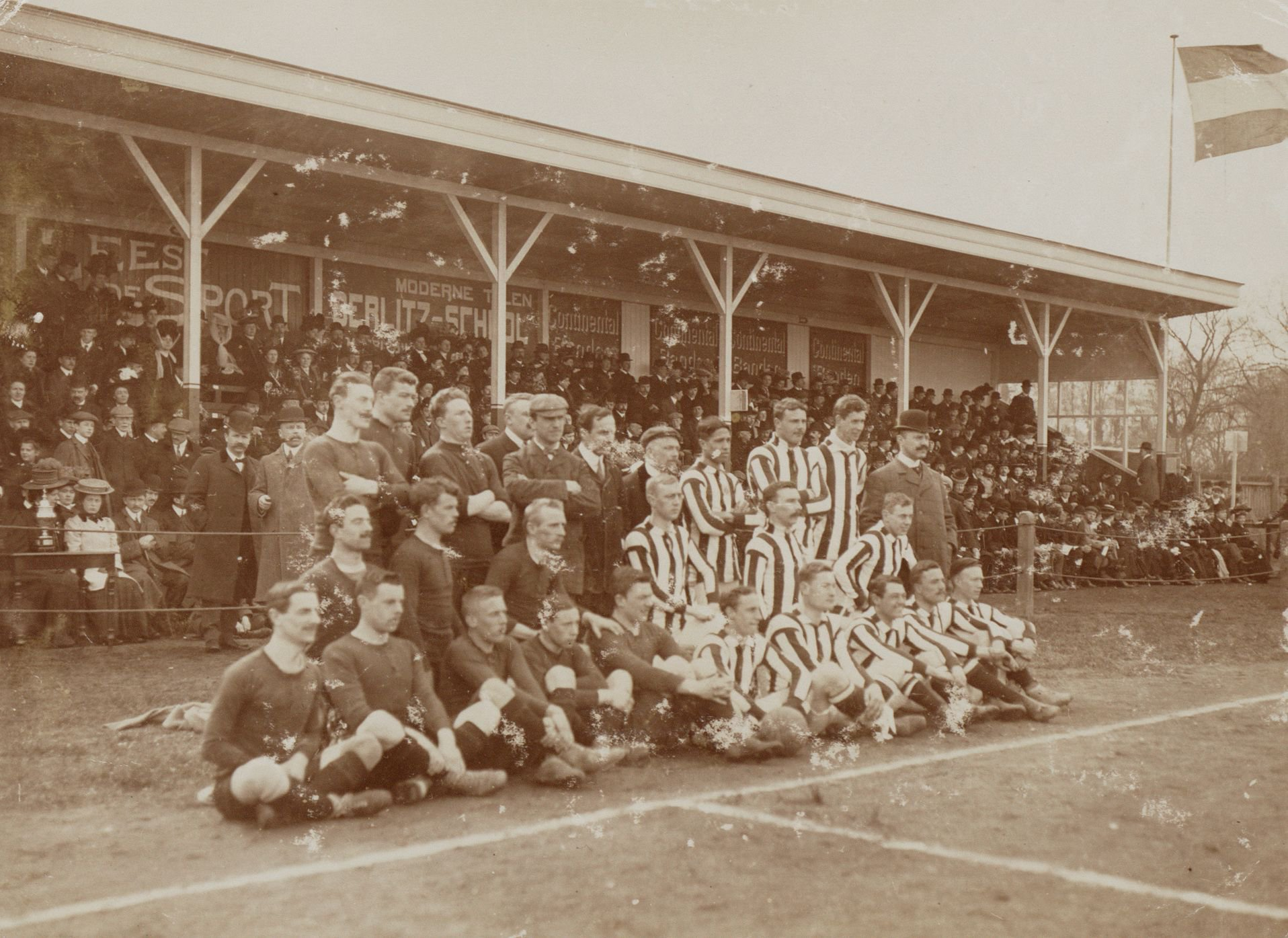
Hebdin in het Belgisch voetbalelftal (1908)

Georges Hebdin (19 april 1889 - 26 maart 1970) was een Brits-Belgisch voetballer die speelde als aanvaller. Hij voetbalde in de Belgische Eerste klasse bij Union Sint-Gillis en speelde 12 interlands met het Belgisch voetbalelftal waarmee hij in 1920 olympisch kampioen werd.

## Loopbaan

### Bij Union Sint-Gillis
Hebdin werd in België geboren uit Britse ouders en sloot zich in 1903 op 14-jarige leeftijd aan bij Union Sint-Gillis waar hij de jeugdreeksen doorliep. Als 17-jarige scholier debuteerde Hebdin als aanvaller in het eerste elftal van de ploeg als vervanger van Pierre Destrebecq die naar Racing Club Brussel was vertrokken. Hebdin verwierf bij Union al spoedig een vaste basisplaats, werd met de ploeg viermaal landskampioen (1907, 1909, 1910 en 1913) en won tweemaal de Beker van België (1913 en 1914). Hebdin bleef er voetballen tot in 1922 toen hij een punt zette achter zijn spelersloopbaan op het hoogste niveau. Hij speelde in totaal 211 wedstrijden voor Union en scoorde hierin 81 doelpunten.

### Als international
Tussen 1908 en 1920 speelde Hebdin 12 wedstrijden met het Belgisch voetbalelftal maar wist hierin niet te scoren. Zijn internationale carrière werd tweemaal onderbroken. Een eerste maal in 1909 toen de KBVB erachter kwam dat Hebdin het Brits staatsburgerschap bezat. Op dat moment had Hebdin reeds drie interlands met de Belgische nationale ploeg gespeeld.
In 1912 keurde de FIFA een reglement goed waardoor buitenlandse spelers die meer dan tien jaar in België verbleven ook voor de Belgische nationale ploeg konden spelen. Hebdin werd vanaf dat moment opnieuw opgesteld maar in 1914 brak de Eerste Wereldoorlog uit waardoor zijn carrière voor een tweede maal onderbroken werd.
Na de hervatting van de competitie in 1919 werd Hebdin opnieuw opgesteld. Op de Olympische Zomerspelen 1920 in Antwerpen maakte Hebdin deel uit van het elftal dat olympisch kampioen werd. Hebdin speelde er één wedstrijd, namelijk de kwartfinale tegen Spanje.